# Lingua fidenziana
La lingua fidenziana è l'italiano intriso di latinismi impiegato verso la metà del Cinquecento dal poeta vicentino Camillo Scroffa nei Cantici di Fidenzio per satireggiare l'eloquio goffamente ricercato di certi pedanti del tempo. La lingua fidenziana, per il particolare rapporto in essa stabilito tra il volgare italiano e il latino, è quasi l'opposto del latino maccheronico. Il tratto più caratteristico della lingua fidenziana, vale a dire l'insistente ricorso a latinismi, ha un precedente significativo nel cosiddetto polifilesco.